# 1094
1094. је била проста година.

## Догађаји
- Битка код Звечана
- Википедија:Непознат датум — Из два средњовеконва града, се развио главни град Загреб

- Пролеће – Цар Алексије I Комнин шаље византијске експедиционе снаге под командом генерала Татикиоса у Никеју, у покушају да поврати град од Селџучких Турака. Међутим, долазак војске Килиџ Арслана на путу зауставља Византинце. Алексије шаље појачање; због недостатка залиха, Селџучки Турци се повлаче. Абул-Касим, селџучки гувернер Никеје, поражен је и приморан да закључи примирје са Алексијем.
- Мај – Ел Сид (Родриго Дијаз де Вивар) завршава освајање Валенсије у Ал-Андалузу (данашња Шпанија) и тамо почиње своју владавину (у име краља Алфонса VI). Алморавидска кампања за повратак града не успева.
- Мај–јун – Данкан, син покојног краља Малколма III од Шкотске, окупља значајну војску, углавном Англо-Нормане из Енглеске, и изазива свог ујака Доналда III („Лепог“) за Краљевину Шкотску. Данкан је крунисан за краља у Скону.
- 28. јул – Вилијам Бертран умире, а његову маркгрофовску титулу Провансе наслеђује Рејмонд IV („Сен-Жил“), који постаје гроф Тулуза (до 1105).
- 12. новембар – Доналд III мобилише своју војску и убија Данкана II у бици у Шкотским низијама, поново преузимајући шкотски престо.
- Након смрти калифа ел-Мустансира Билаха, његов зет и везир ел-Афдал проглашава ел-Мусталија, млађег сина ел-Мустансира, у државном удару новим калифом. Ел-Мустансиров именовани наследник, Низар, бежи у Александрију.
- 3. фебруар – Багдадски калиф ел-Муктади умире, а наслеђује га његов номиновани наследник Ахмад (ел-Мустазир).
- Октобар – Селџучки султан Махмуд I умире након двогодишње владавине. Наследио га је брат Баркијарук (један од селџучких принчева који полажу право на престо) као владар Селџучког царства.
- 15. мај – Катедралу Свете Агате у Катанији (Сицилија) освештао је бретонски опат Ансгер.
- 8. октобар – Дужд Витале Фалиеро освештао је нову базилику Сан Марка у Венецији.
- Краљ Ладислав I од Угарске основао је епархију у Загребу.
- Ел-Мустали постаје деветнаести имам мусталијског исмаилизма.

## Смрти
- 12. новембар — Данкан II, шкотски краљ
- Википедија:Непознат датум — Преподобни Стефан - хришћански светитељ и епископ Владимирски.

- Ел Мустаншир

- Махмуд I (селџучки султан)

- Санчо Рамирез од Арагона
- Стефан Печерски